# Jelena Genčić
Jelena Genčić (en alphabet cyrillique serbe : Јелена Генчић ; en alphabet latin serbe : Jelena Genčić), née le 9 octobre 1936 à Belgrade (Yougoslavie, actuelle Serbie), morte le 1er juin 2013 dans la même ville à Belgrade (Serbie), est une joueuse de tennis et de handball serbe. Dans les années 1970, elle est devenue entraineur de tennis, découvrant et entrainant des joueurs tels que Novak Djokovic, Monica Seles, Goran Ivanišević, Mima Jaušovec, Iva Majoli et Tatjana Ječmenica.

## Biographie
Novak Djokovic a déclaré qu'elle était « une deuxième mère » pour lui, et a dédié sa victoire à Wimbledon à celle « qui lui a appris tout ce qu'il faut savoir sur le tennis et la façon de se comporter ». Jelena a commencé à s'occuper de Novak alors qu'il n'avait que six ans. Elle a découvert Monica Seles alors qu'elle n'avait que cinq ans. Ancienne joueuse professionnelle de tennis (elle a représenté la Yougoslavie au niveau international), elle a ouvert une école de tennis. Elle estime que, pour devenir le meilleur joueur du monde, il faut plus de connaissances que celles uniquement liées au tennis, et elle a ouvert l'esprit de Djokovic sur les méthodes du tai chi et du yoga.

## Parcours en Grand Chelem (partiel)

### En simple dames
| Année | Championnat d'Australie | Championnat d'Australie | Internationaux de France | Internationaux de France | Wimbledon       | Wimbledon        | US National | US National |
| 1959  | -                       | -                       | -                        | -                        | 1er tour (1/64) | Belmar Gunderson | -           | -           |

À droite du résultat, l’ultime adversaire.

### En double dames
| Année | Championnat d'Australie | Championnat d'Australie | Internationaux de France | Internationaux de France | Wimbledon                   | Wimbledon                 | US National | US National |
| 1959  | -                       | -                       | -                        | -                        | 2e tour (1/16) Sonja Pachta | Carole Levy Dawn McCamley | -           | -           |

Sous le résultat, la partenaire ; à droite, l’ultime équipe adverse.

### En double mixte
| Année | Championnat d'Australie | Internationaux de France | Wimbledon                   | Wimbledon                 | US National |
| 1959  | -                       | -                        | 2e tour (1/32) Simo Nikolic | Ken Fletcher Joan Johnson | -           |
| 1961  | -                       | -                        | 2e tour (1/32) Simo Nikolic | Věra Suková Jiří Javorský | -           |

Sous le résultat, le partenaire ; à droite, l’ultime équipe adverse.

## Parcours en Coupe de la Fédération
| #                                                                 | Date       | Lieu        | Surface      | Gagnante(s)                     | Perdante(s)                 | Score         |          |
|                                                                   |            |             |              |                                 |                             |               |          |
| 1973 - 1er tour (groupe mondial) - Danemark - Yougoslavie - 2 : 1 |            |             |              |                                 |                             |               |          |
| 1                                                                 | 01/05/1973 | Bad Homburg | Terre (ext.) | Mari-Ann Klougart               | Jelena Genčić               | 6-3, 6-2      | Parcours |
| 1                                                                 | 01/05/1973 | Bad Homburg | Terre (ext.) | Dorte Ekner Anne-Mette Sorensen | Jelena Genčić Mima Jaušovec | 6-0, 2-6, 7-5 | Parcours |

## Parcours en handball
Parallèlement à sa carrière au tennis, et ce jusqu'en 1963, Jelena Genčić pratique le handball. Évoluant au poste de gardienne de but, elle participe avec la Yougoslavie au Championnat du monde à onze 1956, terminé à la 5e place, puis remporte une médaille de bronze au terme du premier Championnat du monde à sept disputé en 1957.
Son palmarès est :
- médaille de bronze au Championnat du monde à sept 1957